# Roscoff

Roscoff este o comună în departamentul Finistère, Franța. În 1 ianuarie 2022 avea o populație de 3.318 de locuitori.